# كازو توغاساكي
كازو توغاساكي (Kazue Togasaki) (يونيو 1897 - 15 ديسمبر 1992)  تعد واحدة من أوائل النساء من ذوات الأصول اليابانية اللاتي حصلن على شهادة طبية في الولايات المتحدة الأمريكية .

## سيرة شخصية
ولدت كازو توغاساكي في 29 يونيو 1897 في سان فرانسيسكو، كاليفورنيا لوالدين يبانيين هم شيج كوشيدا وكيكوماستو توغاساكي. درس والدها القانون وجاءت والدتها من عائلة من التجار. بعد أن كان والدها غير قادر على الحصول على وظيفة في مهنته، علمت والدة توجازاكي والدها كيفية إدارة مشروعًا تجاريًا، وافتتحوا متجرًا يبيع الشاي الياباني والأرز والأواني الصينية. كانت كازو هي أكبر البنات وثاني الأبناء في العائلة المكونة من تسعة أطفال. وقد وصفتها عائلتها بأنها شخصية ذات إرادة قوية ومثل أعلى للأسرة. خططت لإخوتها الصغار لوضعهم على المسار الصحيح في المجال الطبي. ذهب العديد من أشقائها إلى ممارسة الطب، بعد أن أصبحت طبيبة، على النحو التالي: ميتسوي توغاساكي شايد (الأخت الرابعة)، ووشي توغاساكي ياماناكا (الأخت السادسة) أصبحوا ممرضات مسجلات بعد الحصول على درجة التمريض المعتمدة؛ ويوشي توغاساكي (الأخت الخامسة) وتورو توغاسكي (الأخت السابعة) حصلتا على درجتي الدكتوراه في الطب وأصبحتا طبيبتين؛ وأصبحت يايي توغاساكي بريتنيباتش (الأخت الثامنة) طبيبة نفسية في وزارة شئون المحاربين القدامى. وحصل إخوة كازو توغاساكي من الذكور أيضًا على وظائف مرموقة للغاية في المجالات السياسية والصحافية وعلوم الكمبيوتر.

## التعليم
خلال تعليمها في فترة الطفولة، ذهبت كازو توغاساكي وإخوتها إلى مدرسة يابانية بالكامل، وكان هذا هو الوقت الذي كان فيه الفصل التعليمي ضد الأمريكيين اليابانيين سائداً حتى التوصل إلي اتفاق الجنتلمان. عملت هذه الاتفاقية على إلغاء الفصل العنصري في المدارس للأطفال اليابانيين من أجل الحد من الهجرة إلى الولايات المتحدة. حتى بعد إلغاء الفصل العنصري، بقيت كازو توغاساكي وإخواتها يواجهون تمييزًا كبيرًا من زملائهم البيض الآخرين.
بدأت كازو توغاساكي التعليم العالي في جامعة كاليفورنيا بيركلي لمدة فصلين دراسيين، ثم انتقلت إلى جامعة ستانفورد في عام 1920، حيث حصلت على درجة البكالوريوس في علم الحيوان. بعد حصولها على درجة البكالوريوس، عملت توغاساكي لمدة قصيرة كخادمة قبل التحاقها ببرنامج التمريض. حصلت على درجة التمريض المعتمدة من مدرسة تمريض مستشفى الأطفال في عام 1924؛ ومع ذلك، بسبب التمييز ضد الممرضات اليابانيات، لم تكن قادرة على العمل في المستشفى حيث تلقت تدريبها. عندما فقدت وظيفتها من كممرضة، قررت الحصول على درجة أخرى في الصحة العامة من جامعة كاليفورنيا في عام 1927. بعد الحصول على شهادتها في الصحة العامة -متبعة إيمان والديها بها- قررت توغاساكي الالتحاق بكلية الطب في عام 1929. وحصلت على شهادتها الطبية من كلية الطب النسائية في بنسلفانيا عام 1933.

## النشأة
ولدت توغاساكي لعائلة مسيحية متدينة؛ لذلك كانت العائلة ترحب بالمهاجرين اليابانيين مع توفير مكان للإقامة لهم بإنتظام. بعد زلزال 1906 في سان فرانسيسكو، حولت والدة توغاساكي «شيج كوشيدا» كنيسة إلى مستشفى. في التاسعة من عمرها، ساعدت توغاساكي والدتها - مع أشقائها- من خلال الترجمة للنساء المهاجرات إلى الأطباء. أصبحت هذه الأعمال الخيرية قاعدة داخل الأسرة وكانت لها على الأرجح التأثير الأكبر على الفتيات في وظائفهن المستقبلية في الطب. وتقدمت توغاساكي لكليات الطب المختلفة. ومع ذلك، في ذلك الوقت، كانت كليات الطب لديها تمييز عنصري ضد النساء وضد الأمريكيين ذو الاصول اليابانية. تم قبولها في كلية الطب النسائية في بنسلفانيا وأصبحت واحدة من أوائل النساء الأمريكيات اليابانيات اللواتي حصلن على دكتوراه في الطب في الولايات المتحدة. وضربت مثالاً لأخواتها، وبعد ذلك بقليل، اتبعت أخواتها خطواتها وأصبحن أطباء وممرضات مسجلات.

## المسار المهني
بدأت كازو توغاساكي حياتها المهنية في المجال الطبي كممرضة. ومع ذلك، بسبب آراء والديها بشأن التعليم، قررت أن مسارها لتصبح طبيبة. عملت في عدة مجالات كجمع التبرعات والسكرتارية ثم درست تمريض الصحة العامة في جامعة كاليفورنيا لمدة عام واحد، قبل الإلتحاق بكلية الطب عام 1929.
بعد قصف بيرل هاربر، احتجزت الحكومة الأمريكية كازو توغاساكي ووالدها ومعظم أشقائها، إلى جانب اخاريين من الامريكيين من الأصول يابانية؛ ولكن لم يتم حبس بعض أشقاءها لأنهم كانوا في الخارج للعمل. وخلال الحرب العالمية الثانية، تم احتجازها لمدة شهر في مركز جمعية تانفوران، وطُلب منها البدء في تقديم الخدمات الطبية، مثل إعطاء اللقاحات، وتوليد الأطفال ومهام أخري للمعتقلين اليابانيين الذين تم احتجازهم في المركز. أثناء وجودها، قامت بتوليد خمسين طفلاً وقادت فريقًا طبيًا يابانيًا أمريكيًا بالكامل. وتم إرسالها بعد ذلك خمس مرات إلى مراكز تجمع ومراكز نقل حرب (من ضمنهم توباز وبحيرة تولي ومانزانار) قبل خروجها عام 1943.
في عام 1947، بعد الحرب العالمية الثانية، عادت توغاساكي إلى سان فرانسيسكو لمواصلة ممارست الطب وفتحت عيادة طبية بها حيث عملت حتى التقاعدت في سن الخامسة والسبعين. تفاني توغاساكي في علاج أمراض النساء والولادة ساعدها في بناء سمعتها باعتبارها ركيزة من ركائز الجالية الأمريكية اليابانية، حيث أنها لم تتوقف يومًا عن العمل لقضاء عطلة. وطوال حياتها المهنية، ساعدت في ولادة آلاف الأطفال.
خلال حياتها المهنية المبكرة، غالبًا ما كانت تعالج النساء اليابانيات، ولكن في وقت لاحق من حياتها المهنية، بدأت في علاج مجموعة أكثر تنوعًا من المرضى. خلال الوقت الذي مارست فيه الطب، تذكرت كازو جذورها الخيرية فعالجت العائلات بغض النظر عن قدرتهم على الدفع؛ وفتحت منزلها الخاص للأمهات غير المتزوجات والمرضى الذين يعانون من الأمرض الشديدة. غالبًا ما دعت توغاساكي الأمهات غير المتزوجات للبقاء في منزلها، وأولدت أطفالهن، وساعدت الأمهات في عمليات التبني. كما مدت يديها لإيواء الطلاب الأمريكيين اليابانيين الذين كانوا هناك للدراسة في جامعة كاليفورنيا. في عام 1970، تم الاعتراف بها كواحدة من «أكثر النساء تميزًا لعام 1970» من قبل سان فرانسيسكو إيكسامينر (San Francisco Examiner)و ذلك لجميع أعمالها الصالحة.
تشمل قائمة النساء الأخريات من أصول يابانية الآتي درسن الطب في الولايات المتحدة في نفس الحقبة: كيكو أوكامي، التي حصلت على شهادتها الطبية عام 1889،  وميغومي شينودا، التي حصلت على شهادتها الطبية عام 1933.

## الوفاة
تقاعدت من مهنتها في سن الخامسة والسبعين عندما بدأت ذاكرة توغاساكي في الإخفاق بسبب مرض الآزهايمر. قاومت المرض لمدة عشرين عامًا قبل أن تتوفاها المَنية في الخامس عشر من ديسمبر عام 1992، عن عمر يناهز الخامسة والتسعون عامًا.